# 孫恩 (東晋)
孫 恩（そん おん、? - 402年）は、東晋の人物。字は霊秀。琅邪郡（現在の山東省臨沂市）の人である。

## 生涯
叔父である孫泰は、江南の五斗米道を束ね、王侯とのつながりもあった。そのため東晋での発言力もあったが、反逆の罪で殺された。孫泰の後を継いだ孫恩は、信徒を糾合し、隆安3年（399年）、東晋に対して反旗を翻す（孫恩の乱）。
孫恩は、病死した信者がいれば、「仙人になれてよかった」と祝い、死すら恐れない狂信者的集団を作り上げており、乱に参加した婦女信者の子供が足手まといになるとして、袋や籠に入れ、水中に投げ捨てた際も、「自分より先に仙堂＝仙人の住処に登るを祝う、あとで自分もなる」と述べて、進軍を続けているところに異常性があった。
孫恩の乱は、江南の信徒にも広がり、一時は建康に迫る勢いを見せたが、劉裕を始めとする官軍の前に敗北を重ね、その勢力は弱体化する。ついには、臨海で敗れ、元興元年（402年）、海中に身を投じて自殺した。
孫恩亡き後の反乱軍は、妹婿の盧循に引継がれ、反乱し続けていくことになる。